# خاک‌رنگان
خاک‌رنگان (نام علمی: Rhyparochromidae) نام یک تیره از راسته نیم‌بالان است.